# AGM-78标准反辐射导弹
AGM-78标准反辐射导弹（英語：AGM-78 Standard ARM）是美国通用电气公司开发的美国第二代反辐射导弹。

## 概况
它是在1960年代晚期为美国海军开发的，用于取代性能令人不满足的AGM-45百舌鸟导弹。后者的弹头装药量少，導引性能差。于是通用公司接受了任务，开发一种以标准-1面对空导弹为基础的空对面导弹。这种开发的成本很低，1967年仅用了一年开发时间就进行了测试，1968年初就列装部队。
AGM-78外号「starm」，是标准反辐射导弹（Standard ARM）缩写得来的混合词。第一种型号为A1 Mod 0，就是将RIM-66搬上飞机，再装了个百舌鸟的雷达搜索导引头。航空喷气公司推出的Mark 27 MOD 4型，一种有双固体燃料导弹和改进的高爆破片弹头的版本，AGM-78的成本也比AGM-45“百舌鸟”更高，所以它们也没能多服役多久。AGM-78在越战中一般由F-105F/G和A-6B/E使用。
原始型号的AGM-78A-1被美国海军称为标准反辐射导弹第0改型，不过就是安装了来自AGM-45A-3A反辐射导引头的空射型RIM-66A。其由一台航空喷气MK 27 MOD 4双推力固体火箭发动机推动，安装爆炸破片战斗部。AGM-78A-2增加了炸弹毁伤评估（BDA）能力，用SDU-6/B红磷目标标记弹标出目标以便进一步进行打击。除了更远的射程和更大的战斗部之外，AGM-78对于“百舌鸟”来说的另一大优势在于其采用万向导引头，从而允许发射机进行更大范围的机动。然而AGM-78也比AGM-45贵得多，这使得其不能完全取代后者。AGM-78A的载机包括美国空军的F-105F/G（采用LAU-78/A发射器）和海军的A-6B/E（采用LAU-77/A发射器）。AGM-78A的惰性训练型被称为ATM-78A。
1969年转而开始生产改进型AGM-78B（也称STARM 第1改型），该型号成为了最重要的一种变型。其安装了马克森（Maxson）公司提供的新型宽频带导引头，使得“标准”反辐射导弹可以在不预选导引头的情况下对付多种目标。AGM-78B同时拥有了简单的记忆回路，这使得其即使在发射源关机的情况下也能够飞向之前锁定的目标。有些早期的AGM-78A-1接受了马克森导引头和记忆回路的升级，继而被称为AGM-78A-4。AGM-78B是美国空军F-4G战斗机的主要武器之一。同样存在AGM-78B的训练型号即ATM-78B。
AGM-78C于1970-72年建造，主要是个美国空军的工程。其为造价更低、可靠性更强的AGM-78B改型，同时拥有新的SDU-29/B白磷目标标记弹。有些AGM-78A/B导弹被升级到AGM-78C标准。“标准”反辐射导弹的最后一种型号是AGM-78D，其于1973-76年间制造。该弹拥有新的MK 69 MOD 0发动机。最终的AGM-78D-2拥有更好的数码可靠性，主动光学引信和新的100千克（223磅）爆炸破片战斗部。ATM-78C和ATM-78D分别是AGM-78C和D型的惰性训练型号。
舰射反辐射导弹RGM-66D包含了RIM-66和AGM-78的组件，而AIM-97“獵狐者”空對空导弹也是基于AGM-78的弹体。
至少生产了3,000枚各种型号的AGM-78导弹。“标准”反辐射导弹在80年代末期被AGM-88高速反輻射导弹所完全取代，继而被撤出美军武库。